# Königin der Wikinger
Königin der Wikinger (Originaltitel: The Viking Queen) ist ein britischer Abenteuerfilm von Don Chaffey aus dem Jahr 1967.

## Handlung
Kurz vor seinem Tode bestimmt der britische König Priam seine mittlere Tochter Salina zu seiner Nachfolgerin. Mit der Besatzungsmacht Rom schließt er einen Friedensvertrag, demzufolge Priams Nachfolgerin und Kaiser Nero zu gleichen Teilen über Britannia herrschen sollen. Als Salina zur Wikingerkönigin wird, versucht sie an der Seite des römischen Statthalters Justinian den Frieden zu bewahren, denn die Römer haben die Religion der Druiden verboten. Diese wollen die Besatzer aus dem Land vertreiben, um ihre alte Macht wieder zu erlangen.
Die beiden Regierenden verlieben sich ineinander, was zu Unwillen auf beiden Seiten führt. Zudem erhöhen sie die Steuern für die Kaufleute, welche daraufhin eine Verschwörung zum Sturz der Liebenden planen. In einem entfernten Landesteil zetteln sie einen Druidenaufstand an. Da der mit ihnen konspirierende Octavian, der erste Mann Justinians, seinem Befehlshaber jedoch nicht zur Stelle sein kann, weil er einen anderen, nahegelegenen, ebenfalls von den Händlern inszenierten Aufstand niederschlagen soll, muss der Statthalter selbst losziehen, um die Druiden zu bekämpfen. Während er abwesend ist, übernimmt Octavian seinen Posten, senkt die Steuern für die Kaufleute wieder, regiert aber mit solcher Grausamkeit, dass sich Salina mitsamt ihrem Volk gegen die Römer erhebt.
Rüstung tragend und mit Schwert umgürtet zieht die Königin der Wikinger in den Krieg. Die Truppen Octavians werden vernichtet. Mit dem zurückkehrenden Justinian kommt es zur Entscheidungsschlacht, an deren Ende sich die besiegte Königin in ein Schwert stürzt.

## Hintergrund
Königin der Wikinger entstand nach einer Geschichte von John Temple-Smith, der ebenfalls Produzent war. Gedreht wurde der Film in Irland, in den Ardmore Studios und in dem County Wicklow. Seine Premiere erfolgte am 26. März 1967 in den britischen Kinos. In die Kinos der Bundesrepublik Deutschland kam der Film am 12. Juli 1967.

## Synchronisation
Die deutsche Bearbeitung erfolgte durch die Berliner Synchron. Für Dialog und Regie war Dietmar Behnke verantwortlich.
| Darsteller        | Rolle                                  | deutscher Sprecher |
| ----------------- | -------------------------------------- | ------------------ |
| Don Murray        | Statthalter Justinian                  | Christian Rode     |
| Carita            | Königin der Wikinger/Prinzessin Salina | Ursula Heyer       |
| Donald Houston    | Druide Maelgan                         | Benno Hoffmann     |
| Andrew Keir       | Octavian                               | Arnold Marquis     |
| Adrienne Corri    | Prinzessin Beatrice                    | Herta Kravina      |
| Niall MacGinnis   | Tiberion                               | Konrad Wagner      |
| Wilfrid Lawson    | König Priam                            | Eduard Wandrey     |
| Nicola Pagett     | Prinzessin Talia                       | Evelyn Gressmann   |
| Patrick Troughton | Tristram                               | Claus Holm         |
| Sean Caffrey      | Fergus                                 | Christian Brückner |
| Denis Shaw        | Osiris                                 | Gerd Duwner        |

## Kritik
Für das Lexikon des internationalen Films war Königin der Wikinger ein „aufwendig aber anspruchslos gestaltetes Spektakel“.